# Aire d'attraction de Château-Arnoux-Saint-Auban
L'aire d'attraction de Château-Arnoux-Saint-Auban est un zonage d'étude défini par l'Insee pour caractériser l’influence de la commune de Château-Arnoux-Saint-Auban sur les communes environnantes. Publiée en octobre 2020, elle se substitue à l'aire urbaine de Château-Arnoux-Saint-Auban, qui comportait 3 communes dans le zonage de 2010.

## Définition
L'aire d'attraction d'une ville est composée d’un pôle, défini à partir de critères de population et d’emploi ainsi que d’une couronne constituée des communes dont au moins 15 % des actifs travaillent dans le pôle. Le pôle d’attraction constitue ainsi un point de convergence des déplacements domicile-travail,.

## Géographie
L’aire d'attraction de Château-Arnoux-Saint-Auban est une aire intra-départementale qui comporte 4 communes dans les Alpes-de-Haute-Provence.

### Carte

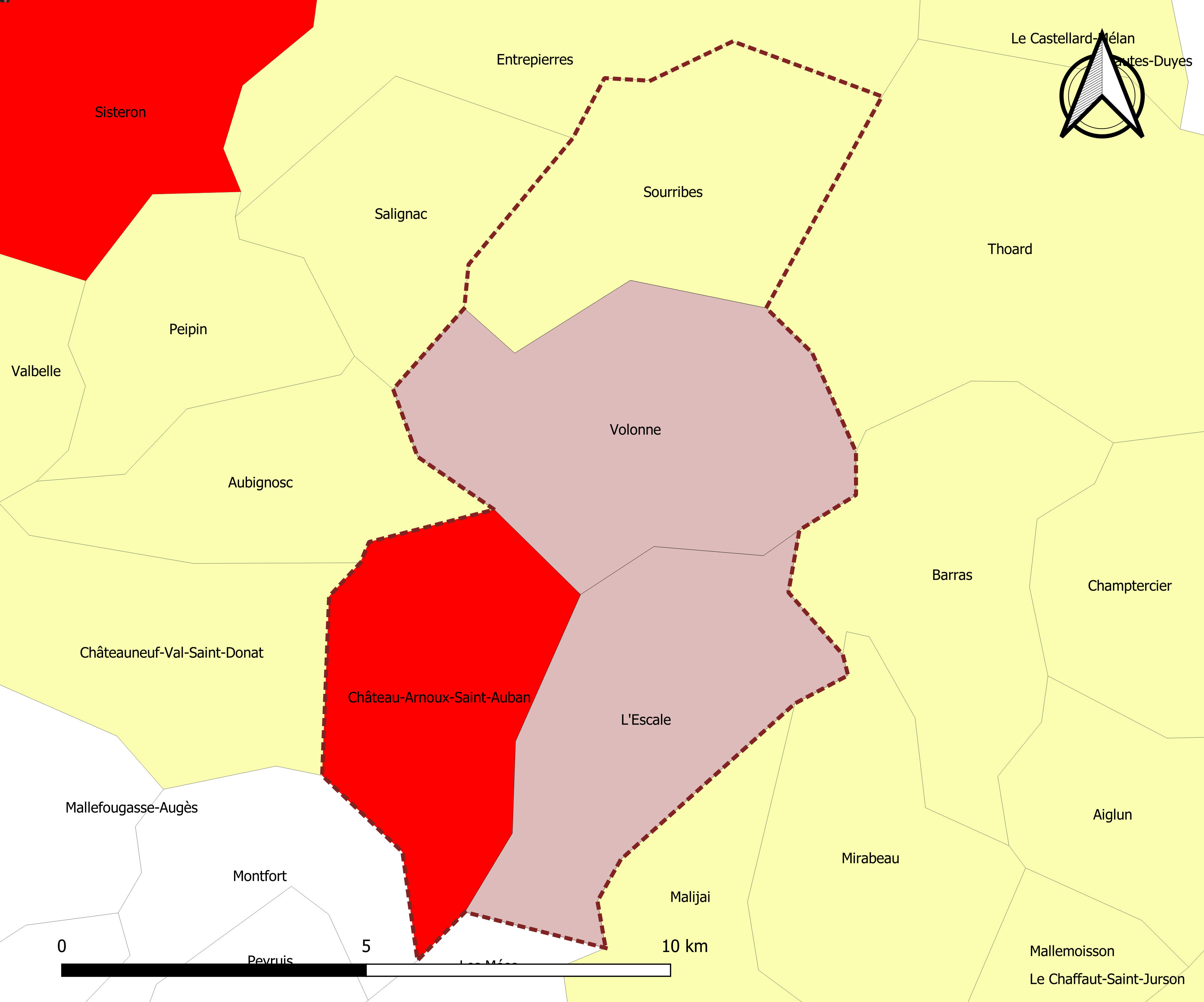
Carte de l'aire d'attraction de Château-Arnoux-Saint-Auban.
Commune-centre
Commune du pôle principal
Commune de la couronne

### Composition communale
| Nom                                         | Code Insee | Département             | Statut                    | Superficie (km2) | Population (dernière pop. légale) | Densité (hab./km2) | Modifier                                    |
| ------------------------------------------- | ---------- | ----------------------- | ------------------------- | ---------------- | --------------------------------- | ------------------ | ------------------------------------------- |
| Château-Arnoux-Saint-Auban (commune-centre) | 04049      | Alpes-de-Haute-Provence | commune-centre            | 18,34            | 5 095 (2022)                      | 278                | modifier les données · modifier les données |
| L'Escale                                    | 04079      | Alpes-de-Haute-Provence | commune du pôle principal | 20,36            | 1 402 (2022)                      | 69                 | modifier les données · modifier les données |
| Volonne                                     | 04244      | Alpes-de-Haute-Provence | commune du pôle principal | 24,61            | 1 637 (2022)                      | 67                 | modifier les données · modifier les données |
| Sourribes                                   | 04211      | Alpes-de-Haute-Provence | commune de la couronne    | 19,75            | 179 (2022)                        | 9,1                | modifier les données · modifier les données |

## Démographie
Cette aire est catégorisée dans les aires de moins de 50 000 habitants, une catégorie qui regroupe 12,2 % de la population au niveau national,.